# Điện mặt trời Phan Lâm
Điện mặt trời Phan Lâm là nhóm nhà máy điện mặt trời xây dựng trên vùng đất xã Phan Lâm huyện Bắc Bình tỉnh Bình Thuận 
Điện mặt trời Phan Lâm 2 có công suất lắp máy 49 MWp, với diện tích 58,8 ha, khởi công tháng 10/2018, dự kiến hoàn thành tháng 6/2019. Chủ đầu tư dự án là Công ty TNHH Năng lượng Phan Lâm .
Điện mặt trời Phan Lâm 1 có công suất lắp máy 36,72 MWp, với diện tích 46,55 ha, khởi công ngày 11/1/2019, dự kiến hoàn thành tháng 6/2019. Chủ đầu tư dự án là Công ty TNHH Nam Việt Phan Lâm.